# Paulos Tzadua
Paulos Tzadua (ur. 25 sierpnia 1921 w Addifini, zm. 11 grudnia 2003 w Rzymie), etiopski duchowny katolicki, arcybiskup Addis Abeby, kardynał.

## Życiorys
Studiował w seminarium w Asmarze, przyjął święcenia kapłańskie 12 marca 1944. Pracował jako duszpasterz w diecezji Asmara oraz w Guarghe (na południe od Addis Abeby), wykładał w seminarium w Erytrei. W latach 1949–1953 uzupełniał studia we włoskiej szkole "Ferdinando Martini" w Asmarze, następnie na uniwersytecie w Mediolanie (gdzie obronił w 1958 doktorat prawa). Był sekretarzem biskupa Asmary i arcybiskupa Addis Abeby, pełnił funkcję sekretarza Konferencji Episkopatu Etiopii. Od 1961 był duszpasterzem akademickim w Addis Abebie oraz wysokim urzędnikiem kurii archidiecezjalnej, prowadził także wykłady na miejscowym uniwersytecie.
1 marca 1973 został mianowany biskupem pomocniczym Addis Abeby, ze stolicą tytularną Abila di Palestina; sakry biskupiej udzielił mu 20 maja 1973 arcybiskup Addis Abeby Asrate Mariam Yemmeru. W lutym 1977 zastąpił arcybiskupa Yemmeru na czele archidiecezji; od 1974 był przewodniczącym Konferencji Episkopatu Etiopii. Regularnie uczestniczył w sesjach Światowego Synodu Biskupów w Watykanie od 1974, wchodząc w skład sekretariatu generalnego; w charakterze prezydenta-delegata przewodniczył sesji specjalnej Synodu, poświęconej Kościołowi w Afryce (kwiecień-maj 1994).
W maju 1985 Jan Paweł II wyniósł go do godności kardynalskiej, nadając tytuł prezbitera SS. Nome di Maria a Via Latina. Od 1989 Tzadua był członkiem Komisji Kardynalskiej ds. Ekonomicznych i Organizacyjnych Problemów Stolicy Świętej. Po osiągnięciu wieku emerytalnego złożył rezygnację z dalszych rządów archidiecezją; papież przyjął rezygnację we wrześniu 1998.
Zmarł w Rzymie; został pochowany na cmentarzu św. Piotra i Pawła w Addis Abebie.